# Sergio Díaz (Fußballspieler, 1962)
Sergio Carlos Díaz Lazarte (* 4. Oktober 1962 in Buenos Aires) ist ein ehemaliger argentinischer Fußballspieler. Der Mittelfeldspieler gewann je zwei Mal die chilenische Meisterschaft und den chilenischen Pokal.

## Karriere
Sergio Díaz begann 1978 seine Karriere beim CA Banfield in der zweiten Liga. Bei El Taladro spielte der offensive Mittelfeldspieler sechs Jahre und kam über die Station San Lorenzo nach Chile. Von 1984 bis 1986 lief er für den CD Huachipato und von 1987 bis 1988 für den CD Cobreloa auf. 1988 ging er nach Kolumbien zu Independiente Medellín, kam jedoch schnell wieder nach Chile zurück und schloss sich dem CSD Colo-Colo an. Mit den Albos gewann er in zwei Jahren die beiden Meisterschaften 1989 sowie 1990 und wurde zudem in beiden Jahren Pokalsieger. Während Díaz im ersten Jahr bei Colo-Colo noch zu den wichtigsten Spielern gehörte, absolvierte er im zweiten Jahr nur noch sechs Ligaspiele. Beim 3:2-Erfolg nach Verlängerung im Pokalfinale 1990 gegen den CD Universidad Católica erzielte Díaz den Führungstreffer zum 1:0. Im September 1990 wechselte Díaz zum Club Necaxa nach Mexiko. 1992 und 1993 zog er das Trikot vom ecuadorianischen Klub Deportivo Quito an und verbrachte sein letztes Karrierejahr wieder in Chile bei Coquimbo Unido.

## Erfolge
Colo-Colo
- Chilenischer Meister: 1989, 1990
- Chilenischer Pokalsieger: 1989, 1990